# Edmond Vansteenberghe
Edmond Vansteenberghe (* 26. April 1881 in Winnezeele; † 10. Dezember 1943 in Bayonne) war ein französischer Philosophiehistoriker und katholischer Theologe. Später war er Bischof von Bayonne.

## Leben
Vansteenberghe besuchte die Schule Notre-Dame-des-Dunes in Dünkirchen und studierte Theologie am Grand Séminaire de Saint-Sulpice. 1904 wurde er zum Priester geweiht und erhielt im selben Jahr sein Lizenziat in Literatur. 1906 erhielt er das Diplom für höhere Studien in Philosophie der Sorbonne und 1908 wurde er in Rom in Theologie promoviert. Danach wurde er Lehrer (Gymnasialprofessor) am Institution Libre in Marcq-en-Barœul. 1910 wurde er Studiendirektor. 1913 wurde er Professor am Grand Séminaire Saint Thomas von Saint-Amand-les-Eaux. Im Ersten Weltkrieg war er Infirmar, nahm aber 1917 seine Lehrtätigkeit am Seminar in Wardrecques (Pas de Calais) wieder auf. 1919 wurde er Professor für Moraltheologie am Grand Séminaire in Lille. 1921 promovierte er an der Sorbonne (Doctorat ès-lettres). 1924 wurde er Maitre des conférences an der Universität Straßburg und 1929 Titularprofessor. Ab 1934 war er im Rat der Universität. 1939 wurde er Bischof von Bayonne. Dort starb er 1943 kurz bevor er eine Messe lesen wollte.
Er ist durch eine Biographie von Nikolaus von Kues bekannt.
Bischof Vansteenberghe gehörte zu den französischen Prälaten, die 1942 öffentlich gegen die Deportation der Juden protestierten.

## Schriften
- Autour de la docte ignorance, une controverse sur la théologie mystique au XVe Siècle, Münster 1915 (Nachdruck in James Hogg u. a. (Hrsg.): Autour de la docte ignorance: une controverse sur la théologie mystique au XVe siècle, Salzburg 1992)
- Le Cardinal Nicolas de Cues (1401–1464): L’Action, la Pensée, Paris: Alcan 1920, Nachdruck Frankfurt am Main: Minerva 1963
- La vision de Dieu par le Cardinal de Cues (1401–1464), in: Museum Lessianum, Löwen 1925 (128 Seiten)

Er gab 1936 in Paris die französische Übersetzung der Biographie von Thomas von Aquin von Martin Grabmann heraus.